# Авіаносці типу «Евенджер»
Авіаносці типу «Евенджер» (англ. Avenger-class escort carrier) — серія ескортних авіаносців США часів Другої світової війни.

## Представники
| Назва                                                 | Номер                                                 | Закладений                                            | Спущений на воду                                      | Вступив у стрій                                       | Доля                                                                                             |
| Королівський військово-морський флот Великої Британії | Королівський військово-морський флот Великої Британії | Королівський військово-морський флот Великої Британії | Королівський військово-морський флот Великої Британії | Королівський військово-морський флот Великої Британії | Королівський військово-морський флот Великої Британії                                            |
| ----------------------------------------------------- | ----------------------------------------------------- | ----------------------------------------------------- | ----------------------------------------------------- | ----------------------------------------------------- | ------------------------------------------------------------------------------------------------ |
| Евенджер Avenger                                      | D14                                                   | 28 листопада 1939 року                                | 28 листопада 1940 року                                | 2 березня 1942 року                                   | потоплений підводним човном U-155 15 листопада 1942 року                                         |
| Байтер Biter Dixmude Діксмюд                          | D97 A609                                              | 28 грудня 1939 року                                   | 18 грудня 1940 року                                   | 6 травня 1942 року                                    | переданий Франції 9 квітня 1945 року, повернутий США в 1966 році та пущений на злам              |
| Дешер Dasher                                          | D37                                                   | 14 березня 1940 року                                  | 12 квітня 1941 року                                   | 2 червня 1942 року                                    | затонув від вибуху паливних баків 27 березня 1943 року                                           |
| Військово-морські сили США                            |                                                       |                                                       |                                                       |                                                       |                                                                                                  |
| Черджер Charger                                       | CVE-30                                                | 19 січня 1940 року                                    | 1 березня 1941 року                                   | 3 березня 1942 року                                   | знятий з озброєння в 1947 році, перебудований у пасажирський лайнер, пущений на злам у 1969 році |

## Історія
Авіаносці типу «Евенджер» будувались на основі цивільних вантажних суден типу С-3, та призначались для передачі Великої Британії за програмою ленд-лізу. Всього перебудовано чотири кораблі, три з яких передали Великій Британії, а один залишився в США та використовувався як навчальний авіаносець.

## Конструкція
Авіаносці типу «Евенджер» конструктивно близькі до авіаносців типу «Лонг Айленд», але мали політну палубу збільшених розмірів (134 х 23,8 м), невелику палубну надбудову з правого борту та дещо менший запас авіаційного бензину. Одночасно запас палива зріс більше ніж удвічі (за рахунок того, що відпала потреба довантажувати кораблі баластом, як це довелось робити на кораблях типу «Лонг Айленд»). На відміну від «Лонг Айленд», на авіаносцях «Евенджер» до складу енергетичної установки входили 6-циліндрові дизельні двигуни «Doxford».
Авіаносці мали один авіапідйомник розмірами 13×10 м, одну катапульту та дев'ять аерофінішерів. Ангар (58 х 14 м) розміщувався під польотною палубою. Кораблі могли нести до 15 літаків.